# Famille de La Baume Le Blanc de La Vallière
Pour les articles homonymes, voir Famille de La Baume.
La famille Le Blanc, puis de La Baume Le Blanc de La Vallière est une famille éteinte d'extraction nobiliaire.
Elle compte des maires de Tours, une maitresse de Louis XIV et plusieurs officiers.

## Généalogie
- Jean Le Blanc, maire de Tours en 1575 et 1589
- Laurent Le Blanc, maire de Tours de 1558 à 1559
- Jean Le Blanc, maire de Tours en 1618
- Pierre Le Blanc, maire de Tours en 1637
- Gilles de La Baume Le Blanc de La Vallière (1616-1709), évêque de Nantes
- Louise de La Vallière (1644-1710), duchesse de La Vallière, première maîtresse officielle de Louis XIV
- Charles Louis de La Baume Le Blanc (1663-1666), fils illégitime de Louis XIV de France et de Louise de La Vallière
- Charles François de La Baume Le Blanc de La Vallière (1670-1739,  lieutenant-général, gouverneur du Bourbonnais
- Louis-César de La Baume Le Blanc de La Vallière (1708-1780), militaire et bibliophile, Grand fauconnier de France

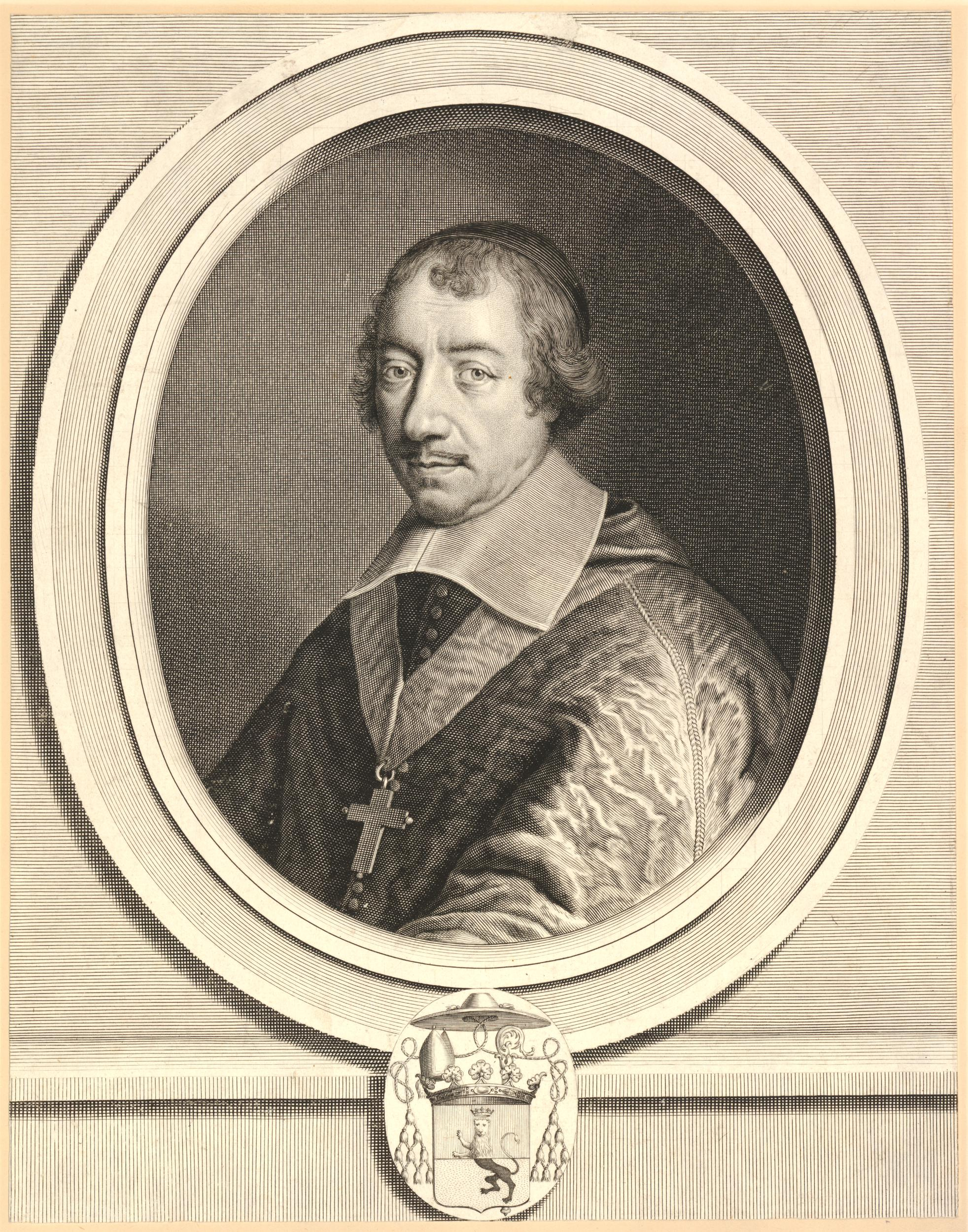
Mgr Gilles de La Baume Le Blanc de La Vallière
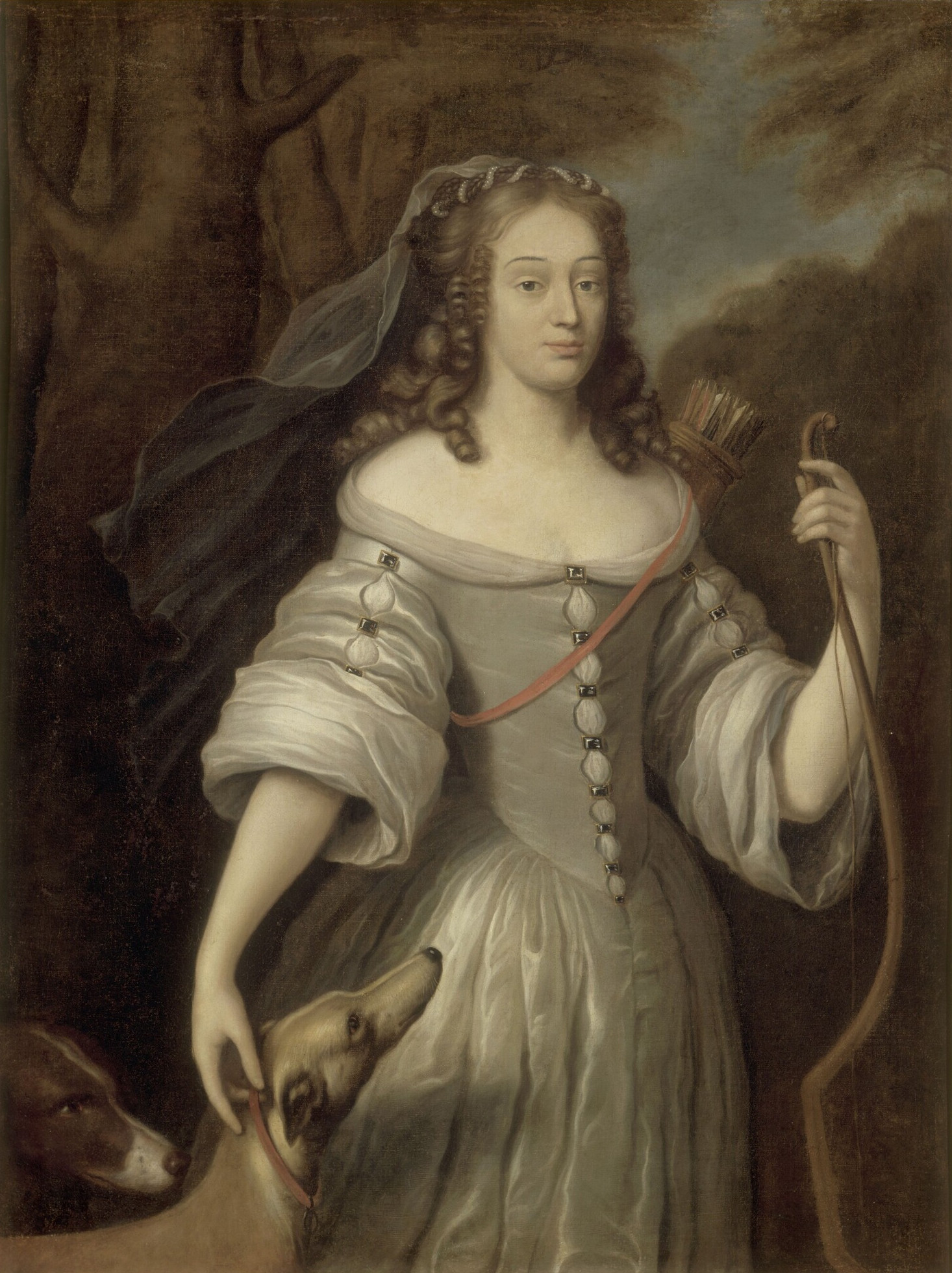
Louise de La Vallière
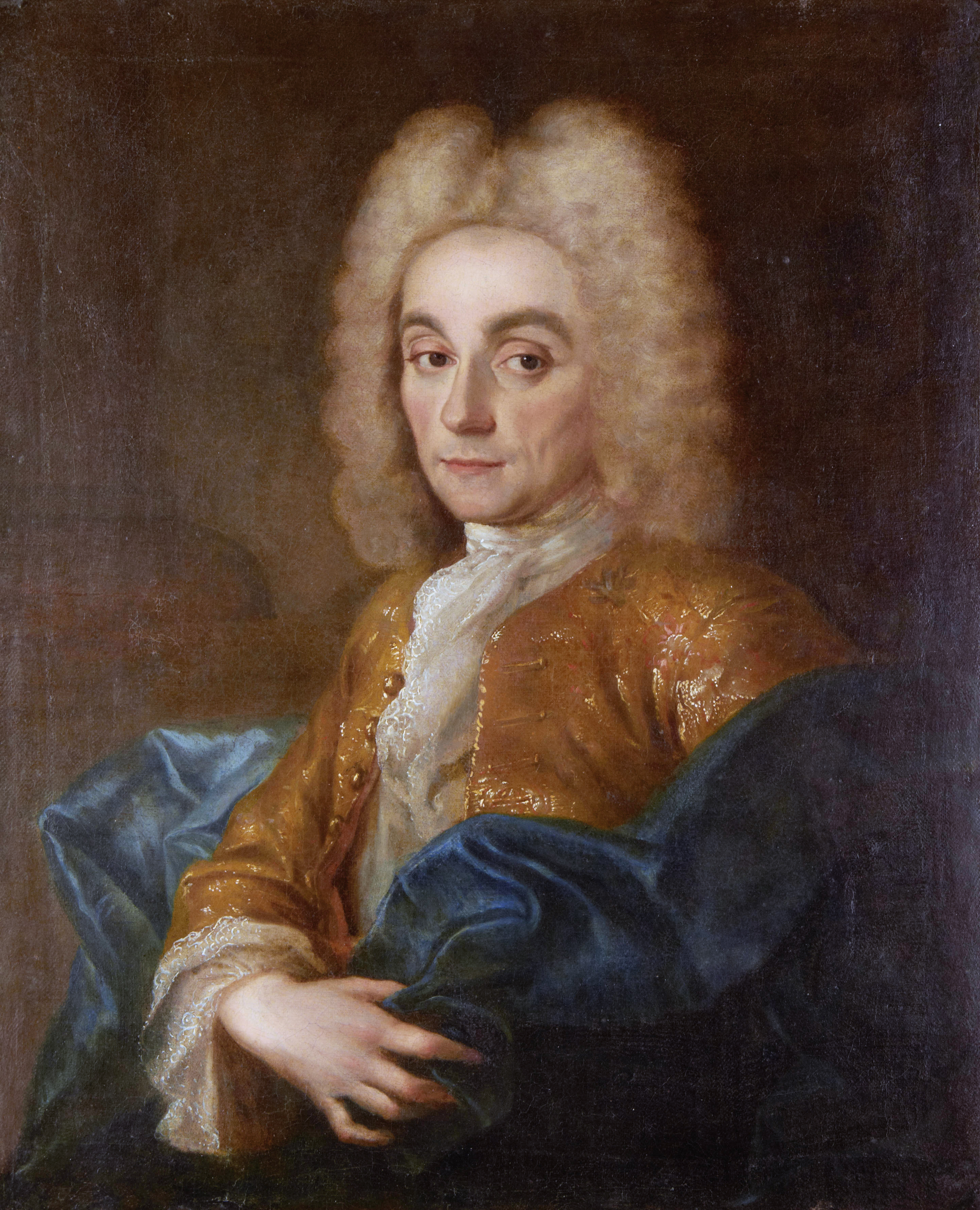
Charles François de La Baume Le Blanc, duc de La Vallière
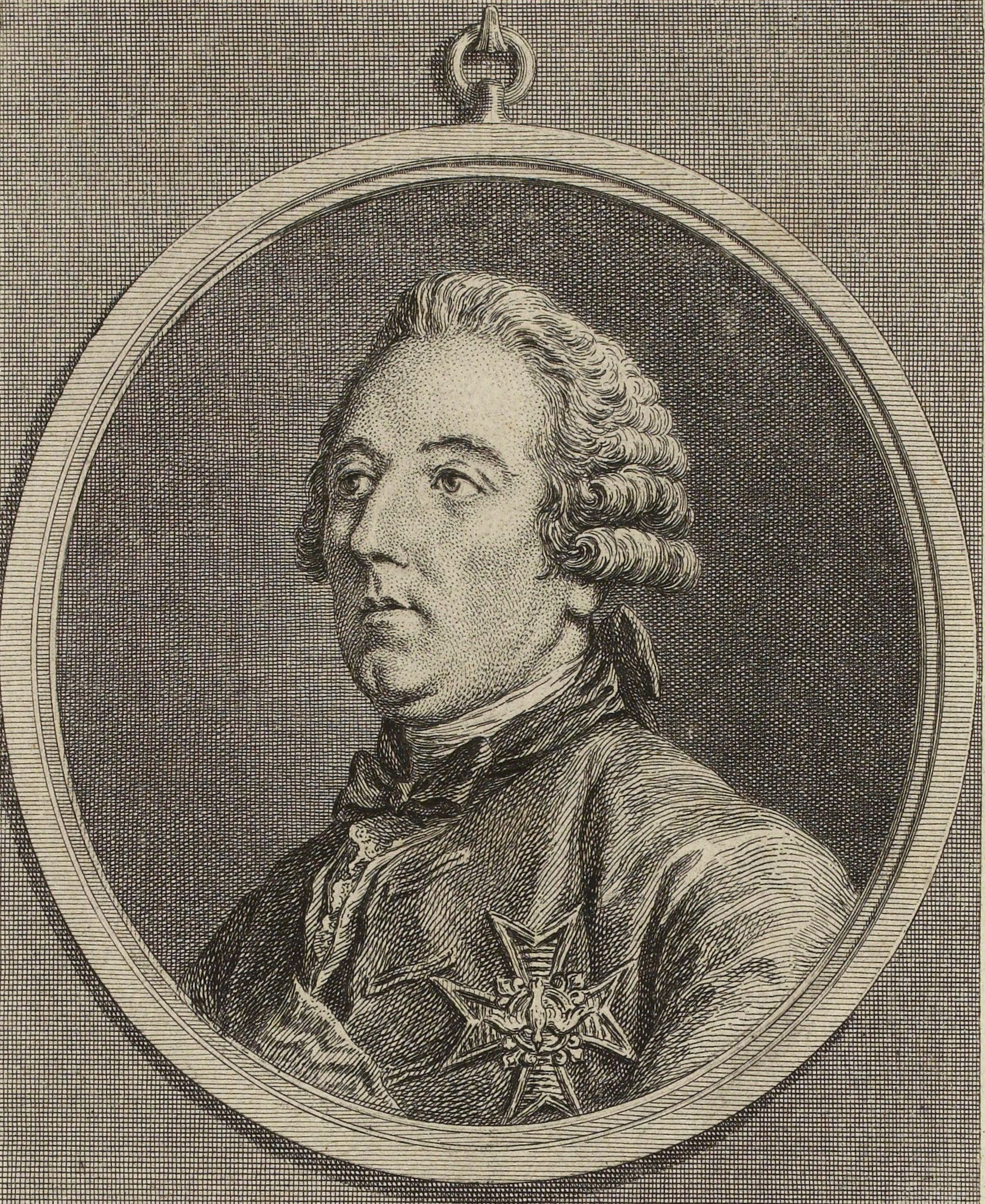
Louis César de La Baume Le Blanc, duc de La Vallière

## Pour approfondir